# Sabicea brasiliensis
Sabicea brasiliensis là một loài thực vật có hoa trong họ Thiến thảo. Loài này được Wernham miêu tả khoa học đầu tiên năm 1914.

## Các tên gọi khác
- Brasiliensis Sabicea
- Brasiliensis Cabbage Palm
- Brasiliensis Sabal
- Sabicea Brazil

## Đặc điểm
Sabicea brasiliensis là một loại cây bụi có hoa màu trắng nhỏ mọc thành chùm dày đặc và lá màu xanh đậm. Hạt nhỏ, màu đen và tròn. Cây con nhỏ, có một thân và ít lá.

## Nơi sống
Chúng có nguồn gốc từ Nam Mỹ và phạm vi sinh sống tập trung ở Brazil. Chúng được tìm thấy trong các khu rừng nhiệt đới và cận nhiệt đới. Loài này ưa thích đất ẩm, thoát nước tốt và bóng râm một phần.

## Công dụng và lợi ích
Sabicea brasiliensis đã được sử dụng trong y học cổ truyền để điều trị nhiều loại bệnh, bao gồm sốt, nhức đầu và đau dạ dày. Nó cũng được sử dụng làm cây cảnh và lá của nó được sử dụng để pha trà.

## Trồng trọt và nhân giống
Sabicea brasiliensis nhân giống bằng hạt hoặc giâm cành. Hạt giống nên được gieo trong hỗn hợp đất cát, thoát nước tốt và giữ ẩm. Nên cắt cành vào cuối mùa hè hoặc đầu mùa thu và cắm rễ vào hỗn hợp đất cát.